# Campeonato Baiano de Futebol de 2009
O Campeonato Baiano de Futebol de 2009 foi a 105.ª edição do Campeonato Baiano de Futebol, realizado na Bahia e organizado pela Federação Bahiana de Futebol (FBF). Teve a divisão superior com duração de quatro meses, com início em 18 de janeiro e término em 3 de maio de 2009. O campeão foi o Vitória, que conquistou seu 25.º título do torneio.
Disputado por vinte clubes baianos divididos em duas divisões, a Primeira Divisão e a Segunda Divisão, doze times participaram da primeira divisão disputando o título de campeão baiano de 2009 e outros oito perseguirão a única vaga de acesso à divisão principal do futebol baiano.
Este torneio também indicou dois representantes baianos tanto para a Copa do Brasil de Futebol de 2010 quanto para o Campeonato Brasileiro de Futebol da Série D de 2009.

## Regulamento
Foi divulgado um novo regulamento para esta edição do Baianão, o qual buscou conciliar bastante a tabela a fim de diminuir despesas e aumentar o lucro atraindo grandes públicos para os estádios. A primeira divisão do campeonato será disputada em duas fases. Diferente da fórmula de disputa da edição anterior, somente a primeira fase será disputada em pontos corridos, em que as 12 equipes jogarão entre si em turno e returno avançando as quatro melhores para a última fase. A fase final será eliminatória e composta por semifinais, disputa pelo 3.º lugar e a final. As equipes que chegarem a esta fase disputarão as vagas sempre em jogos de ida e de volta. Os vencedores das semifinais (1.º x 4.º e 2.º x 3.º) disputarão a final, enquanto os perdedores ficam na disputa do terceiro lugar.
A dupla que disputará a final se classificará para a Copa do Brasil de Futebol de 2010. Como Vitória e Bahia já estão incluídos, respectivamente, na Série A e Série B do Campeonato Brasileiro de 2009, eles ficarão de fora da disputa pelas duas vagas baianas para a Série D de 2009, assim, os 2 mais bem classificados, exceto a dupla, disputarão essas vagas.

## Clubes participantes
A principal divisão desta competição terá a participação de doze clubes de futebol baianos. Entre eles estará o campeão da Segunda Divisão de 2008, o Madre de Deus Sport Clube de Madre de Deus, cidade da Grande Salvador.
| Clube                  | Cidade               | Estádio                    | Temporada 2008        |
| ---------------------- | -------------------- | -------------------------- | --------------------- |
| Atlético de Alagoinhas | Alagoinhas           | Antônio Carneiro           | 5.º                   |
| Bahia                  | Salvador             | Pituaçu                    | 2.º                   |
| Camaçari               | Camaçari             | Armando Oliveira           | 9.º                   |
| Colo Colo              | Ilhéus               | Mário Pessoa               | 6.º                   |
| Feirense               | Feira de Santana     | Jóia da Princesa           | 8.º                   |
| Fluminense de Feira    | Feira de Santana     | Jóia da Princesa           | 10.º                  |
| Ipitanga               | Senhor do Bonfim     | Pedro Amorim               | 7.º                   |
| Itabuna                | Itabuna              | Luiz Viana Filho           | 4.º                   |
| Madre de Deus          | Madre de Deus        | Municipal de Madre de Deus | 1.º (Segunda Divisão) |
| Poções                 | Poções               | Waldomiro Borges           | 11.º                  |
| Vitória                | Salvador             | Manoel Barradas            | 1.º                   |
| Vitória da Conquista   | Vitória da Conquista | Lomanto Júnior             | 3.º                   |

Fonte: FBF

## Transmissão
De 2007 a 2010 a TV Itapoan adquiriu os direitos televisivos de exclusividade, sendo que o maior foco será os jogos que envolvem a "dupla Ba-Vi".

## Classificação e fases finais

### Classificação da primeira fase
A primeira fase aconteceu no sistema de pontos corridos (todos jogando contra todos), em turno e returno. Nas 22 rodadas, os times disputaram as quatro vagas para a fase seguinte.
| Time | Time                   | Pts | J  | V  | E | D  | GP | GC | SG  | Expulso | Penalizado com cartão amarelo |
| ---- | ---------------------- | --- | -- | -- | - | -- | -- | -- | --- | ------- | ----------------------------- |
| 1    | Vitória                | 50  | 22 | 16 | 2 | 4  | 52 | 14 | +38 |         |                               |
| 2    | Bahia                  | 46  | 22 | 13 | 4 | 4  | 45 | 20 | +25 |         |                               |
| 3    | Fluminense de Feira    | 41  | 22 | 12 | 5 | 5  | 28 | 19 | +9  |         |                               |
| 4    | Atlético de Alagoinhas | 38  | 22 | 11 | 5 | 6  | 35 | 33 | +2  |         |                               |
| 5    | Vitória da Conquista   | 36  | 22 | 11 | 3 | 8  | 31 | 24 | +7  |         |                               |
| 6    | Itabuna                | 28  | 22 | 8  | 4 | 10 | 34 | 39 | -5  |         |                               |
| 7    | Colo Colo              | 22  | 22 | 7  | 1 | 14 | 20 | 32 | -12 |         |                               |
| 8    | Camaçari               | 22  | 22 | 6  | 4 | 12 | 27 | 42 | -15 |         |                               |
| 9    | Ipitanga               | 21  | 22 | 6  | 3 | 13 | 23 | 34 | -11 |         |                               |
| 10   | Madre de Deus[a]       | 20  | 22 | 6  | 8 | 8  | 27 | 32 | -5  |         |                               |
| 11   | Feirense[a]            | 18  | 22 | 6  | 6 | 10 | 27 | 32 | -5  |         |                               |
| 12   | Poções                 | 18  | 22 | 5  | 3 | 14 | 18 | 50 | -32 |         |                               |

a. ^  O Madre de Deus e o Feirense foram punidos com a perda de seis pontos cada um por escalação irregular de jogadores.

#### Jogos
Para ler a tabela, a linha horizontal representa os jogos da equipe como mandante. A coluna vertical indica os jogos da equipe como visitante. Os resultados em azul correspondem ao primeiro turno e os resultados em vermelho correspondem ao segundo turno. As células com fundo dourado correspondem aos clássicos estaduais.
|                        | AAL  | BAH  | CAM  | COL  | FEI  | FLF  | IPI  | ITA  | MAD  | POC  | VIT  | VCO  |
| ---------------------- | ---- | ---- | ---- | ---- | ---- | ---- | ---- | ---- | ---- | ---- | ---- | ---- |
| Atlético de Alagoinhas | ---- | 2–2  | 1–0  | 2–0  | 1–0  | 2–3  | 2–0  | 1–4  | 2–0  | 4–0  | 3–2  | 2–1  |
| Bahia                  | 6–0  | ---- | 2–1  | 3–1  | 4–1  | 0–0  | 4–0  | 4–2  | 1–0  | 2–0  | 0–0  | 4–1  |
| Camaçari               | 1–1  | 1–3  | ---- | 3–1  | 3–2  | 0–1  | 1–0  | 1–1  | 2–2  | 0–1  | 0–2  | 2–3  |
| Colo Colo-BA           | 1–0  | 2–0  | 1–0  | ---- | 2–3  | 1–2  | 2–0  | 1–0  | 2–1  | 0–0  | 0–2  | 0–1  |
| Feirense               | 3–3  | 1–0  | 3–1  | 1–2  | ---- | 0–0  | 2–1  | 2–1  | 1–1  | 3–0  | 2–3  | 1–1  |
| Fluminense de Feira    | 3–1  | 0–1  | 0–2  | 1–0  | 1–0  | ---- | 0–0  | 1–2  | 2–0  | 2–2  | 1–0  | 3–1  |
| Ipitanga               | 2–2  | 4–0  | 1–1  | 2–1  | 2–0  | 0–1  | ---- | 3–2  | 1–2  | 2–1  | 0–2  | 1–2  |
| Itabuna                | 0–1  | 1–1  | 1–2  | 1–0  | 1–1  | 2–1  | 3–2  | ---- | 3–1  | 1–2  | 0–4  | 2–0  |
| Madre de Deus          | 1–1  | 3–2  | 4–3  | 3–2  | 2–0  | 2–2  | 1–0  | 1–1  | ---- | 2–2  | 0–2  | 0–0  |
| Poções                 | 0–3  | 0–2  | 0–2  | 2–1  | 1–0  | 1–2  | 1–2  | 3–4  | 1–0  | ---- | 0–4  | 1–4  |
| Vitória                | 3–0  | 0–2  | 7–0  | 4–0  | 2–1  | 1–2  | 2–0  | 5–1  | 1–1  | 7–0  | ---- | 1–0  |
| Vitória da Conquista   | 2–0  | 0–2  | 5–1  | 0–1  | 0–0  | 1–0  | 2–0  | 2–1  | 1–0  | 3–0  | 1–2  | ---- |

### Fases finais
|  | Semifinais | Semifinais             | Semifinais | Semifinais |   |   | Final   | Final | Final | Final |
|  |            |                        |            |            |   |   |         |       |       |       |
|  | 1          | Vitória                | 2          | 3          |   |   |         |       |       |       |
|  | 4          | Atlético de Alagoinhas | 1          | 1          |   |   |         |       |       |       |
|  |            |                        |            |            |   | 1 | Vitória | 2     | 2     |       |
|  |            | 2                      | Bahia      | 1          | 2 |   |         |       |       |       |
|  | 2          | Bahia                  | 2          | 3          |   |   |         |       |       |       |
|  | 3          | Fluminense de Feira    | 1          | 1          |   |   |         |       |       |       |

#### Semifinais
Jogos de ida:
| 19 de abril de 2009 | Atlético de Alagoinhas | 1 – 2  | Vitória                         | Antônio Carneiro, Alagoinhas                     |
| 16:00               | Robert 24'             | Súmula | 16' Ramon Menezes · 19' Jackson | Público: 8,263 Árbitro: BA Rosalvo da Silva Mota |

| 19 de abril de 2009 | Fluminense de Feira | 1 – 2  | Bahia                            | Jóia da Princesa, Feira de Santana                     |
| 16:00               | Brasão 61'          | Súmula | 30' Reinaldo Alagoano · 38' Beto | Público: 7,553 Árbitro: BA Gleidson Santos de Oliveira |

Jogos de volta:
| 23 de abril de 2009 | Vitória                  | 3 – 1  | Atlético de Alagoinhas | Barradão, Salvador                                |
| 20:30               | Neto Baiano 1', 51', 80' | Súmula | 30' Robinho            | Público: 5,898 Árbitro: BA Jailson Macedo Freitas |

| 23 de abril de 2009 | Bahia                                           | 3 – 1  | Fluminense de Feira | Pituaçu, Salvador                                 |
| 21:00               | Leo Medeiros 40' · Alex Maranhão 73' · Beto 85' | Súmula | 30' Brasão          | Público: 5,395 Árbitro: BA Rodrigo Martins Cintra |

#### Final
Jogo de ida:
| 26 de abril de 2009 | Bahia                 | 1 – 2  | Vitória                      | Pituaçu, Salvador                                         |
| 17:00               | Reinaldo Alagoano 17' | Súmula | 13', 53' (pen) Ramon Menezes | Público: 30,015 Árbitro: SP Sálvio Spínola Fagundes Filho |

Jogo de volta:
| 3 de maio de 2009 | Vitória                                   | 2 – 2  | Bahia                               | Barradão, Salvador                               |
| 17:00             | Neto Baiano 64' · Ramon Menezes 89' (pen) | Súmula | 10' Reinaldo Alagoano · 45+1' Ávine | Público: 26,942 Árbitro: RS Leandro Pedro Vuaden |

| Campeão Baiano de 2009            |
| --------------------------------- |
| Vitória (25º título - tricampeão) |

## Estatísticas

### Artilheiros
| Gols | Jogador           | Clube                  |
| ---- | ----------------- | ---------------------- |
| 18   | Neto Baiano       | Vitória                |
| 13   | Neto Berola       | Itabuna                |
| 13   | Robert            | Atlético de Alagoinhas |
| 11   | Diogo             | Vitória da Conquista   |
| 11   | Ricardinho        | Feirense               |
| 10   | Reinaldo Alagoano | Bahia                  |
| 9    | Jackson           | Vitória                |
| 9    | Nem               | Itabuna                |
| 8    | Beto              | Bahia                  |
| 8    | Ciel              | Atlético de Alagoinhas |
| 8    | Nadson            | Vitória                |
| 8    | Washington        | Vitória                |

### Goleadas
| Nº | Partida              | Partida | Partida                | Estádio        | Data            |
| -- | -------------------- | ------- | ---------------------- | -------------- | --------------- |
| 1  | Vitória              | 7–0     | Poções                 | Barradão       | 28 de janeiro   |
| 2  | Vitória              | 7–0     | Camaçari               | Barradão       | 18 de fevereiro |
| 3  | Bahia                | 6–0     | Atlético de Alagoinhas | Pituaçu        | 4 de fevereiro  |
| 4  | Vitória da Conquista | 5–1     | Camaçari               | Lomanto Júnior | 1º de março     |
| 5  | Vitória              | 5–1     | Itabuna                | Barradão       | 1º de março     |

### Maiores públicos
| Nº | Público | Mandante | Placar | Visitante | Estádio  | Data            |
| -- | ------- | -------- | ------ | --------- | -------- | --------------- |
| 1  | 35.000  | Vitória  | 0 – 2  | Bahia     | Barradão | 8 de fevereiro  |
| 2  | 30.423  | Bahia    | 0 – 0  | Vitória   | Pituaçu  | 22 de março     |
| 3  | 30.015  | Bahia    | 1 – 2  | Vitória   | Pituaçu  | 26 de abril     |
| 4  | 26.973  | Vitória  | 2 – 2  | Bahia     | Barradão | 3 de maio       |
| 5  | 19.435  | Bahia    | 4 – 1  | Feirense  | Pituaçu  | 15 de fevereiro |

### Ataque e defesa
Nessa edição de 2009, o campeão Vitória deteve o melhor ataque, com 65 gols marcados, e a defesa menos vazada, com 19 gols sofridos. Já o rebaixado Poções ficou com a defesa mais vazada, com 50 gols sofridos, e o pior ataque da competição, com apenas 18 gols marcados.

### Mandanteversusvisitante
Os visitantes das partidas do Baianão 2009 não conseguiram superar os mandantes. Foram 71 vitórias para os detentores do mando de campo contra 42 vitórias de incômodos visitantes, além dos 25 empates (sete deles sem gols).